# Sargocentron coruscum
Sargocentron coruscum (Poey, 1860) è un pesce osseo marino appartenente alla famiglia Holocentridae.

## Distribuzione e habitat
L'areale di S. coruscum è limitato all'oceano Atlantico occidentale tropicale. Si trova dalla Florida al Venezuela comprendendo l'intero mar dei Caraibi, il golfo del Messico tranne la parte settentrionale, le Bermuda e le Bahamas.
Si tratta di una specie legata principalmente all'ambiente di barriera corallina ma può trovarsi su fondali di altro tipo in prossimità dei coralli. Di notte si sposta su fondi sabbiosi per alimentarsi; durante il giorno staziona in profondi recessi o tane fra i rami dei coralli. È comune dove la barriera è esposta al mare aperto mentre non è frequente in ambienti riparati.
La distribuzione batimetrica va da 1 a 30 metri, raramente oltre i 22 metri.

## Descrizione
L'aspetto è quello comune a gran parte degli Holocentridae con corpo snello e compresso lateralmente, occhi grandi, bocca ampia e muso appuntito. Sul muso sono presenti delle piccole spine, di cui una all'interno della narice posteriore. Il colore è a bande longitudinali rosse e bianche argentee, nella parte superiore del corpo le fasce bianche sono molto più strette di quelle rosse mentre nella parte centrale e inferiore dei fianchi le strisce sono più o meno dello stesso spessore. La parte spinosa delle pinna dorsale ha una fascia rossa centrale mentre è bianca alla base e agli apici dei raggi spiniformi, Tra il terzo e il quarto raggio c'è una evidente macchia nera.
Raggiunge i 15 cm di lunghezza.

## Biologia

### Comportamento
È notturno come tutti gli Holocentridae. Si tratta di una specie molto timida, veloce a rintanarsi quando disturbata. Quando si alimenta di notte talvolta forma piccoli banchi.

### Alimentazione
La dieta è basata su crostacei bentonici come gamberi e granchi.

### Riproduzione
Oviparo. Uova e larve sono pelagiche.

### Predatori
Sono segnalati casi di predazione da parte di Aulostomus maculatus e Cephalopholis cruentata. Viene predato da specie invasive del genere Pterois.

## Pesca
Questa specie non è soggetta a pesca.

## Conservazione
La specie è abbastanza comune ed ha un areale ampio, non viene pescata né è soggetta ad altri impatti. Per questo la lista rossa IUCN la classifica come "a rischio minimo".